# Jean Haesaert (jurista)
Jean Polydore Julien Coralie Haesaert, conhecido como Jean Haesaert (Lokeren, 17 de abril de 1892 - 1961), foi um advogado, juiz, e jurista Belga.

## Formação Acadêmica
Jean Haesaert nasceu em Lokeren no dia 17 de abril de 1892, e era o filho caçula entre três crianças. Estudou no Royal Atheneum de Ghent, e começou a cursar a faculdade em 1914, se formando em direito no dia 13 de outubro de 1919. Haesaert foi considerado uma figura estranha. Em sua juventude era considerado 'rebelde', mas fascinado por arte, literatura francesa, e filosofia. Foi professor, temporariamente, em um internato feminino, mas desde 1919 foi um membro ativo do movimento da "Renaissance D'occident" (Renascimento do ocidente), um grupo literário fundado no mesmo ano da 'Revista Bruxelas', que incluía o autor Michel de Ghelderode. No início da década de 1920 foi um advogado ativo e posteriormente juiz; ainda em 1925, Haesert foi nomeado vice-presidente da corte de danos de guerra.

## Carreira Acadêmica
No dia 7 de outubro de 1925, Haesaert foi nomeado professor de direito na Universidade de Gröningen, onde ensinava específicamente Direito Natural e Direito Romano. No dia 10 de novembro de 1926 também começou a ensinar Pandectismo e a partir de 1927, sociologia. No dia 3 de março de 1930, Haesaert foi nomeado professor integral, e resignou como juiz da Corte de Primeira Instância em Bruxelas. No período entre 1930 e 1957, deu aula de vários outros cursos, inclusive nos campos de direito e sociologia. Foi nomeado Secretário Perpétuo da Real Academia Flamenga de Letras e Belas Artes (1946-1961). 

## Obras Publicadas
As primeira obras publicadas por Haesaert foram “Les jardins sur la Lys” e “Schéhérazade”, ambas mencionadas no início de sua introdução à Filosofia Experimental (1920). Em seu último trabalho admite ser agnóstico, mas ao mesmo tempo apoiador do catolicismo “para o homem pequeno” (a religião ajudará o humilde a exercer a paciência, como a filosofia ensina o pensador a aprender). Além da publicação do novos romances, ele ainda inícia um estudo profundo de pedagogia e sistemas educacionais com rígidas fundações filosóficas, psicológicas e metodológicas. Em 1926 ele publica o inovador Didactique Minor contra o sistema educacional da época.
Na revista L'Avenir social: Revue mensuelle publié sous le patronage du POB , à época dirigido por Camille Huysmans, ele escreveu um artigo intitulado “Europa”, com reflexões políticas, econômicas, e em relação à superpopulação. É considerada revolucionária por conter uma parte onde é discutida uma união política da Europa, o que traria paz. É durante esse período que ele, como advogado e acadêmico, se aprofunda na sociologia do direito, que ele ajudaria a desenvolver na Bélgica. Fundou o seminário de sociologia aplicada e teorética em Ghent em 1928, e publicou seus primeiros artigos puramente sociológicos.